# Bereacanthus ancoralis
Bereacanthus ancoralis – gatunek widłonoga z rodziny Chondracanthidae. Opisała go w 1936 roku biolożka Ruby Bere, nadając mu nazwę Triphyllacanthus ancoralis.